# Рогатка арктична
Рогатка арктична (Myoxocephalus scorpioides) — вид скорпеноподібних риб родини Бабцеві (Cottidae).]].

## Поширення
Вид зустрічається у Північному Льодовитому океані біля берегів Канади та Гренландії, зокрема, в затоці Джеймс і протоці Бель-Айл,, та у Беринговому морі.

## Опис
Тіло завдовжки до 22 см. Вид витримує низькі температури води, аж до −2 °C, завдяки здатності виробляти у крові спеціальні білки, що служать як антифриз.

## Біологія
Ця риба є господарем паразитичної копеподи Haemobaphes cyclopterina.